# NK Bravo
NK Bravo (słoweń. Nogometni klub Bravo Ljubljana) – słoweński klub piłkarski, mający siedzibę w stolicy kraju – mieście Lublana. Obecnie występuje w Prva SNL.

## Historia
Chronologia nazw:
- 2006: NK Bravo

Klub piłkarski NK Bravo został założony w miejscowości Lublana w roku 2006. Najpierw zespół rozpoczął występy w Liga MNZ Ljubljana. W sezonie 2013/14 został mistrzem ligi i awansował do Regionalna Ljubljanska liga. Po zajęciu pierwszego miejsca w grupie Lublana awansował w 2015 do 3.SNL. W sezonie 2015/16 był drugim w grupie centralnej. W następnym sezonie uplasował się na pierwszym miejscu w grupie centralnej, i tym razem został promowany do 2.SNL. W debiutowym sezonie 2017/18 zajął szóste miejsce, a w 2018/19 zwyciężył w lidze i awansował do Prvej ligi.

## Barwy klubowe, strój
| Żółty | Niebieski |

Klub ma barwy żółto-niebieskie. Zawodnicy domowe spotkania zazwyczaj grają w żółtych koszulkach, białych spodenkach oraz żółtych getrach.

## Sukcesy

### Trofea międzynarodowe
Nie uczestniczył w rozgrywkach europejskich (stan na 31-05-2019).

### Trofea krajowe
| \| \| Zdobyte trofea w rozgrywkach Słowenii (stan na: 31-05-2019) \| |                                                             |      |          |
| Rozgrywki                                                            | Osiągnięcie                                                 | Razy | Sezon(y) |
| Mistrzostwo                                                          | I miejsce                                                   | 0    |          |
| Mistrzostwo                                                          | II miejsce                                                  | 0    |          |
| Mistrzostwo                                                          | III miejsce                                                 | 0    |          |
| Mistrzostwo                                                          | ?.miejsce                                                   | 1    | 2019/20  |
| Puchar                                                               | zdobywca                                                    | 0    |          |
| Puchar                                                               | finalista                                                   | 0    |          |
| Puchar                                                               | 1/8 finału                                                  | 1    | 2018/19  |
| II liga                                                              | I miejsce                                                   | 1    | 2018/19  |
| II liga                                                              | II miejsce                                                  | 0    |          |
| II liga                                                              | III miejsce                                                 | 0    |          |
| Słowenia                                                             | Zdobyte trofea w rozgrywkach Słowenii (stan na: 31-05-2019) |      |          |

- 3.SNL (D3):
  - mistrz (1x): 2016/17

- Regionalna Ljubljanska liga (D4):
  - mistrz (1x): 2014/15

- Liga MNZ Ljubljana (D5):
  - mistrz (1x): 2013/14

## Europejskie puchary
Legenda do wszystkich tabel:
- Q – runda eliminacyjna, 1/16, 1/8, 1/4, 1/2 – odpowiednia faza rozgrywek, Grupa – runda grupowa, 1r gr – pierwsza runda grupowa, 2r gr – druga runda grupowa, F – finał, R – runda, PO – play-off
- k. – rzuty karne, los. – losowanie, Dogr. – dogrywka, w. – zasada bramek strzelonych na wyjeździe

| Sezon   | Rozgrywki        | Runda | Klub                 | Dom | Wyjazd | Ogólnie    |
| ------- | ---------------- | ----- | -------------------- | --- | ------ | ---------- |
| 2024/25 | Liga Konferencji | 1Q    | Connah’s Quay Nomads | 0–1 | 2–0    | 2–1, Dogr. |
| 2024/25 | Liga Konferencji | 2Q    | Zrinjski Mostar      | 1–3 | 1–0    | 2–3        |

## Struktura klubu

### Stadion
Klub piłkarski rozgrywa swoje mecze domowe na stadionie Športni park Ljubljana w Lublanie, który może pomieścić 5000 widzów ((2308 miejsc siedzących).

## Kibice i rywalizacja z innymi klubami

### Rywalizacja
Największymi rywalami klubu są inne zespoły z okolic.

### Derby
- NK Olimpija Lublana (2005)
- ND Ilirija 1911
- NK Interblock
- NK Hermes